# Secret (album de Kumi Koda)
Albums de Kumi Kōda
Feel My Mind
(2004) Black Cherry
(2006)
Compilations par Kumi Kōda
Best: First Things
(2005)
Singles
Pour les articles homonymes, voir Secret (homonymie).
Secret est le 4e album de Kumi Kōda, sorti sous le label Rhythm Zone le 9 février 2005 au Japon.
L'album atteint la 3e place du classement de l'Oricon. Il se vend à 186 377 exemplaires la première semaine, et reste classé pendant 56 semaines, pour un total de 600 201 exemplaires vendus.

## Liste des titres
| 1.  | Intro ~Get Down~            | Daisuke "D.I" Imai         | Daisuke "D.I" Imai | Daisuke "D.I" Imai | 1:27 |
| 2.  | Cutie Honey                 | Claude Q.                  | Takeo Watanabe     | h-wonder           | 3:05 |
| 3.  | Hot Stuff (feat. KM-Markit) | Kumi Kōda, KM-Markit       | Daisuke "D.I" Imai | Daisuke "D.I" Imai | 4:07 |
| 4.  | Selfish                     | Miki Watanabe              | Miki Watanabe      | Miki Watanabe      | 3:56 |
| 5.  | Hands                       | Kumi Kōda                  | Katsumi Ohnishi    | h-wonder           | 4:24 |
| 6.  | Hearty...                   | Kumi Kōda                  | Yasuo Ohtani       | Yasuo Ohtani       | 3:32 |
| 7.  | Shake It                    | Kumi Kōda                  | Daisuke "D.I" Imai | Daisuke "D.I" Imai | 3:48 |
| 8.  | Kiseki (奇跡)               | Kumi Kōda, Kosuke Morimoto | Kosuke Morimoto    | Reo Nishikawa      | 4:59 |
| 9.  | Trust You                   | Kumi Kōda, Toru Watanabe   | Toru Watanabe      | Daisuke "D.I" Imai | 4:27 |
| 10. | Chase                       | Kumi Kōda, Kazuhiro Hara   | Kazuhiro Hara      | h-wonder           | 5:00 |
| 11. | Love Holic                  | Kumi Kōda                  | Tsutomu Yamasaki   | h-wonder           | 4:25 |
| 12. | 24                          | Kumi Kōda, Hitoshi Shimono | Hitoshi Shimono    | Hitoshi Shimono    | 5:40 |
| 13. | Let's Party                 | Hinaco                     | Junpei Takada      | h-wonder           | 4:40 |
| 14. | Believe                     | Kumi Kōda                  | Kaido              | Masaki Iehara      | 4:30 |
| 15. | Through the Sky             | Kumi Kōda, Hiro Yamaguchi  | Hiro Yamaguchi     | Hiroo Yamaguchi    | 5:34 |

| 16. | It's a Small Word feat. Heartsdales                                         | Richard M. Sherman, Robert B. Sherman | Richard M. Sherman, Robert B. Sherman |          | 2:46 |
| 17. | Hot Stuff ~Kakuhen Musou Tensei (確変無想転生) remix feat. UZI & KM-Markit~ | Kumi Kōda, KM-Markit                  | Daisuke "D.I" Imai, Subzero           | Sub-Zero | 4:17 |

| 1. | Cutie Honey (キューティーハニー) (vidéo-clip)                           |  |  |
| 2. | Chase (vidéo-clip)                                                      |  |  |
| 3. | Kiseki (奇跡) (vidéo-clip)                                              |  |  |
| 4. | Selfish (vidéo-clip)                                                    |  |  |
| 5. | Shake It (vidéo-clip)                                                   |  |  |
| 6. | 24 (vidéo-clip)                                                         |  |  |
| 7. | Hands ~Album Edition~ (vidéo-clip)                                      |  |  |
| 8. | Trust You (vidéo-clip)                                                  |  |  |
| 9. | Hot Stuff feat.KM-MARKIT (sur l'édition limitée seulement) (vidéo-clip) |  |  |